# Lepidagathis hainanensis
Lepidagathis hainanensis là một loài thực vật có hoa trong họ Ô rô. Loài này được H.S. Lo mô tả khoa học đầu tiên năm 1974.